# 엘브이엠씨홀딩스
엘브이엠씨홀딩스(LVMC Holdings)는 코라오그룹 계열의 한국에 상장된 베트남 기업이다. 본사는 베트남 호치민시에 위치해 있다. 대표이사는 오세영이며 현대차, 기아차, 체리차 등과 계약을 맺고 라오스와 베트남, 미얀마와 캄보디아 등에 완성 자동차를 수입 판매하고 있다.

## 참고 문헌
1. ↑  이나영, 엘브이엠씨홀딩스, 1분기 라오스 신차 판매량 증가 실적…"매출·이익 동반 성장할 것", 뉴스핌, 2024년 4월 8일
2. ↑  이마트, 엘브이엠씨홀딩스와 손잡고 라오스 진출… "10년 내 20개 개점"
3. ↑  임근호, 주가 올 들어 85% 뜀박질…거침없는 엘브이엠씨홀딩스, 한국경제, 2019.10.28